# 南閭
南閭（なんりょ、生没年不詳）は、濊の君。南閭は、中国姓・中国式姓名であるため、濊人は、紀元前2世紀から中国姓・中国式姓名を使用していたことが確認できる。

## 概要
紀元前128年、南閭は28万人を連れて漢に投降した。投降を受けて漢は蒼海郡を設置する。武田幸男は、蒼海郡治を咸南咸興か永興に比定しており、紀元前2世紀に中国姓・中国式姓名をもつ濊人が咸鏡南道で活動していた。紀元前後の楽浪郡に存在した現地系民族として確実に存在が確認できるのは濊人であり、平壌の楽浪郡の古墳群から出土した銀印には「夫租薉君」の印記があり、武田幸男は、夫沮（沃沮）すなわち咸鏡道一帯から遠い平壌の地に埋葬されるほどに濊人が楽浪郡との関係を深めていたことを指摘している。また、『魏書』東夷伝韓条に「桓霊之末，韓濊彊盛，郡県不能制，民多流入韓国。」とあり、濊人が韓人と共闘して中国の郡県支配に抵抗していた。また、『魏書』東夷伝濊条に「自単単大嶺以西属楽浪郡，自領以東七県，都尉主之。皆以濊為民。」とあり、素直に読めば、楽浪郡の「民」は濊人となり、『魏書』東夷伝韓条は「国出鉄，韓・濊・倭皆従取之。」とあり、弁韓（朝鮮半島最南端）で韓、倭と接触していた。さらに、迎日郡（浦項市）出土とされる銅印には「晋卒善穢佰長」が出土している。以上から、濊人の活動範囲は西南部を除く朝鮮半島の広範囲に及んでいた。